# Macrophyes
Macrophyes là một chi nhện trong họ Anyphaenidae.